# Савенок Владислав Васильович
Савенок Владислав Васильович (нар. 5 грудня 1959 с. Ліски Менського району, Чернігівської області, Україна) — чернігівський журналіст, тележурналіст, письменник, фотограф, фоторепортер.

## Біографія
Народився 5 грудня 1959 р. у с. Ліски (Менська міська громада, Корюківський р-н, Чернігівська обл.).
1960–1963 р. — проживав на Кубань, станиця Вареніковська.
1963–1965 – жив у с. Ліски (Менська міська громада, Корюківський р-н, Чернігівська обл.) у бабусі та тітки.
1965 р. — переїхав до Чернігова. Навчався у школі № 13.
1978–1980 рр.  — проходив строкову службу в радянській армії.
1980–1982 рр. — навчався у ПТУ 
З 1988 р. — працював  кравцем  чоловічого одягу 5 розряду на Чернігівській фабриці індивідуального пошиття і ремонту одягу.
1986–1992 рр. навчався на факультеті журналістики Київського державного університету ім. Т. Шевченка (нині — Київський національний університет імені Тараса Шевченка).
1988–1991 рр. — кореспондент газети «Комсомольський гарт».
1991–1992 рр. — завідувач сектором економіки газети «Чернігівські відомості».
В 1992 разом з колегами засновує журнал «Чернігів» (з 1993 виходить під назвою «Літературний Чернігів»).
1993–1994 рр. — кравець, директор ТОВ  «Горностай» (Чернігів).
В липні 1998 р закінчив телевізійну школу новин «Інтерньюз Нетуорк». 
1992–2001 рр. — очолював редакцію новин телерадіоагентства «Новий Чернігів».
2001 р. — курс зв'язків з громадськістю Community Connection Program (Чикаго).
2002 р. —  кореспондент ВГО «Комітет виборців України».
2002–2004 рр. — редактор, завідувач відділу суспільно-політичних та художніх програм радіомовлення Чернігівської обласної державної телерадіокомпанії.
2004–2010 рр. — заступник генерального директора зі зв'язків з громадськістю та пресою ДП «Черінігівстандартметрологія».
2007 р. — курс «Актуальні питання технічного регулювання та шляхи їх вирішення».
2010–2014 рр. — провідний фахівець зі зв'язків з громадськістю і пресою ДП «Чернігівстандартметрологія»
Із 2015 року працював журналістом, менеджером із зв’язків з громадськістю комунальних підприємствах міста Чернігова, зокрема в АТП-2528, редактором творчого об'єднання "Вечеря на Svobodi" чернігівської телерадіокомпанії www.svoboda.fm

## Позаштатний досвід
2001 р. — Редактор газет «Вал»
2003 р. — «Чернігівська панорама»
2006–2010 рр. — «Правозахисник Чернігівщини»
1998–2002 рр. — Кореспондент телеканалів: СТБ, «Гравіс», «Новий канал», ICTV, «1+1»
2000–2002 рр. — Кореспондент «Української служби «Бі-Бі-Сі»
2002–2003 рр. — радіо «Свобода».
2002–2014 рр. — Кореспондент ІА  «Українські Новини»
2004–2008, 2011–2014 рр. — Редактор Інтернет-видання «Високий Вал»

## Фотовиставки
Перша фотовиставка Владислава Савенка відкрилася у жовтні 2011 року   . До того часу у фотографа вже було кілька перемог у фотоконкурсах туристичних компаній (знімки з Єгипту і Туреччини).
З початком російсько-української війни на сході України у 2014 році знімав на місцях боїв під Лисичанськом у Луганській області та під Слов’янськом на Донеччині. У вересні 2014 брав участь у груповій фотовиставці «За єдину Україну» в Чернігівській обласній універсальній науковій бібліотеці імені Софії та Олександра Русових.
У 2016-2017 разом з волонтерами їздив на схід України знімати побут українських воїнів та обстріляні міста на лінії зіткнення у Луганській і Донецькій областях.
Перша публічна персональна фотовиставка «Чернігівщина: фотолітопис Незалежності від Владислава Савенка» відкрилася 19 серпня 2021 року з нагоди відзначення 30-ї річниці Незалежності України в Чернігівській обласній універсальній науковій бібліотеці імені Софії та Олександра Русових.
Із початком повномасштабного російського вторгнення на територію України Владислав Савенок був одним із небагатьох кореспондентів, що фотографували місця обстрілів і руйнувань в оточеному Чернігові, безвиїзно перебуваючи у місті. Фотокор передавав знімки в міжнародні інформаційні агенції, зокрема Reuters, The Associated Press, EPA, щоб в інших країнах світу мали змогу бачити, яка ситуація складається у місті.
У 2022 році BBC у межах програми «What next for School no 20?» («Що далі зі школою № 20?») друкує матеріал про випускників Чернігівської загальноосвітньої школи № 20 цього буремного року: розповіді про пережите під час оточення міста, останній шкільний вальс, плани на майбутнє. Над програмою працювали: ведуча — Ольга Бетко (до речі, має коріння на Чернігівщині); продюсерка — Моніка Вітлок; редакторка — Пенні Мерфі; студійні керівники — Джеймс Бірд, Грем Паддіфут; координаторка виробництва — Джемма Ешман. Владислав Савенок виконував продюсерську роботу в Чернігові та фотографував випускників школи № 20.
У квітні 2022 року Владислав Савенок передав частину знімків зруйнованого Чернігова «Українській правді». В межах циклу виставок «Україна: ціна свободи» світлини автора експонувалися у Берліні (Німеччина), Корку (Ірландія), Кінгстон-апон-Галлі (Англія), також у Японії та Новій Зеландії.
У червні 2023 року світлини зруйнованого Чернігова, зокрема і авторства Владислава Савенка, експонувалися на збірній виставці «Städte der Ukraine in Text und Bild» («Міста України в тексті та зображенні») в Граці (Австрія) у бібліотеці Грацького університету імені Карла і Франца.
Значне місце в діяльності фоторепортера посідає виставка світлин «Репортаж з оточеного міста Чернігова». Її було підготовано у травні 2022 року разом із фотографом Валентином Бобирем, істориком Володимиром Пилипенком, Оленою Росстальною та Німецьким історичним інститутом у Варшаві (DHIW). Ця виставка є фоторепортажем, хронологічним записом перших днів повномасштабної війни в Чернігові. Метою фотографів було зафіксувати на світлинах життя в місті, яке через три тижні після початку блокади опинилося на межі гуманітарної катастрофи. Для довідки: у Чернігівській області було зруйновано понад 600 кілометрів доріг та 16 мостів. За попередніми оцінками, відбудова міста та його околиць може тривати до 50 років.
У 2022 році виставка світлин «Репортаж з оточеного міста Чернігова» експонувалася у Порту (Португалія) та Діярбакирі (Туреччина). У 2023 році — у трьох локаціях Варшави, на Мальті. У 2024 році — у Лейпцигу (Німеччина), Єнському університеті (Німеччина), Шверіні (Німеччина)  , у Нойбранденбурзі (Німеччина), Ростоку (Німеччина) та Штральзунді (Німеччина).
Про цей досвід та сприйняття війни в Україні в різних країнах, де проводилися фотовиставки «Репортаж з оточеного міста Чернігова», Владислав Савенок розповідає в матеріалі, що вміщений у № 4 від 2024 року журналу «Літературний Чернігів»
В межах проєкту «Місце пам’яті. Втрачена спадщина» у 2024 році пам’ятні місця Чернігова, де було завдано ударів російськими ракетами, авіацією, обстрілами, були позначені вуличними стендами з фотографіями Владислава Савенка, зробленими під час оточення Чернігова. За словами начальника управління культури та туризму Чернігівської міської ради Олександра Шевчука, всього в рамках проєкту планували встановити 12 стендів на різних локаціях, які визначила робоча група з топонімії. Кожен зі стендів має інформацію про події російсько-української війни, які стосуються саме тієї локації, де він встановлений.
Паралельно із репортерськими фотовиставками, наприкінці 2024 року до 65-річчя від дня народження Владислава Савенка в Чернігівській обласній універсальній науковій бібліотеці імені Софії та Олександра Русових відкрилася художня виставка світлин «Підводна одіссея репортера Влада». За словами фотографа, виставка із результатами його захоплення — підводної фотографії — була задумана ще 15 років тому (у 2009 році). На виставці було представлено 28 світлин, що відкрили глядачам дивовижний підводний світ, який, щоправда, може приховувати і безліч загроз.

### Фотовиставка «Підводна одіссея репортера Влада» в Чернігівській ОУНБ ім. С. та О. Русових

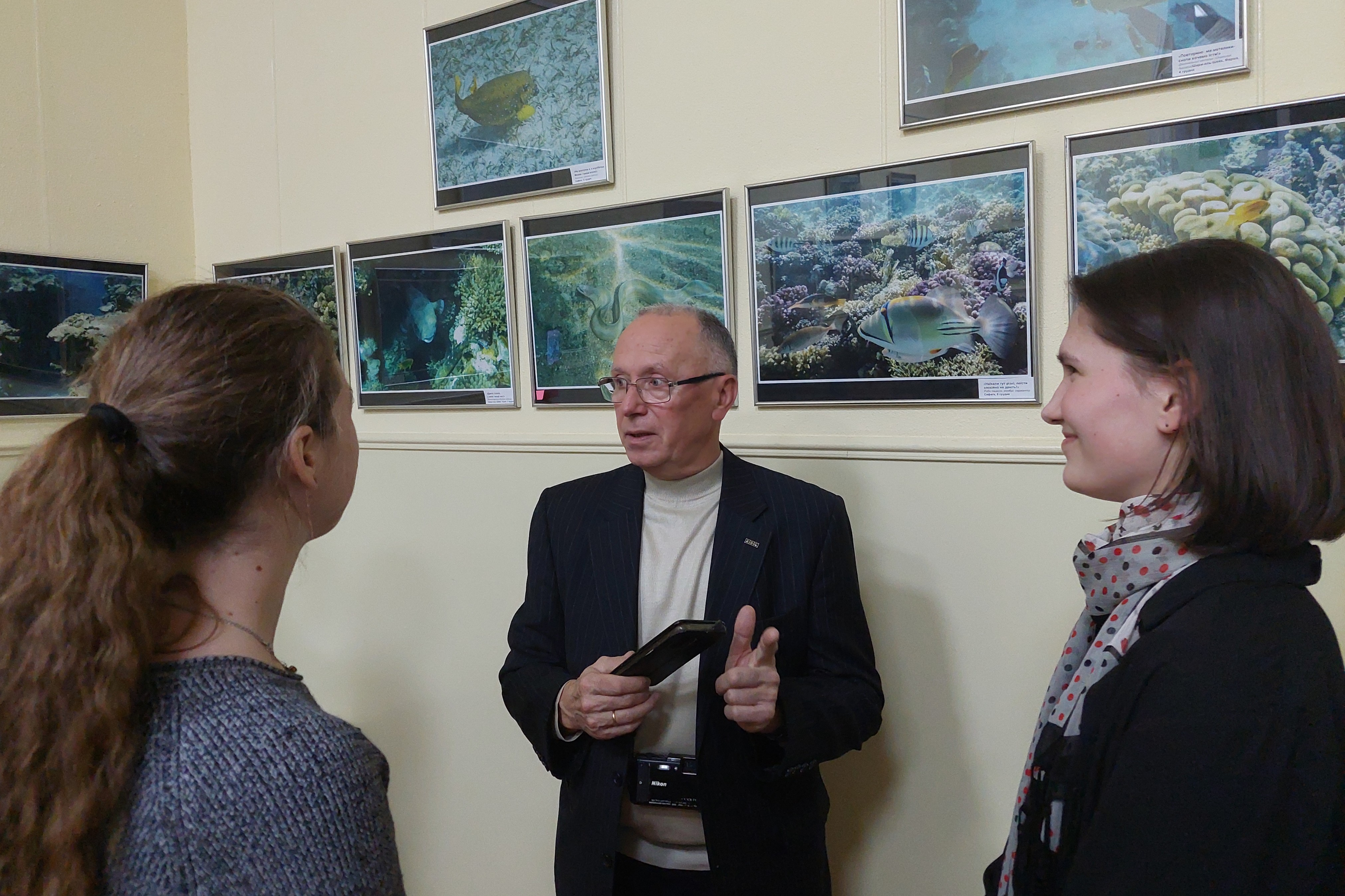
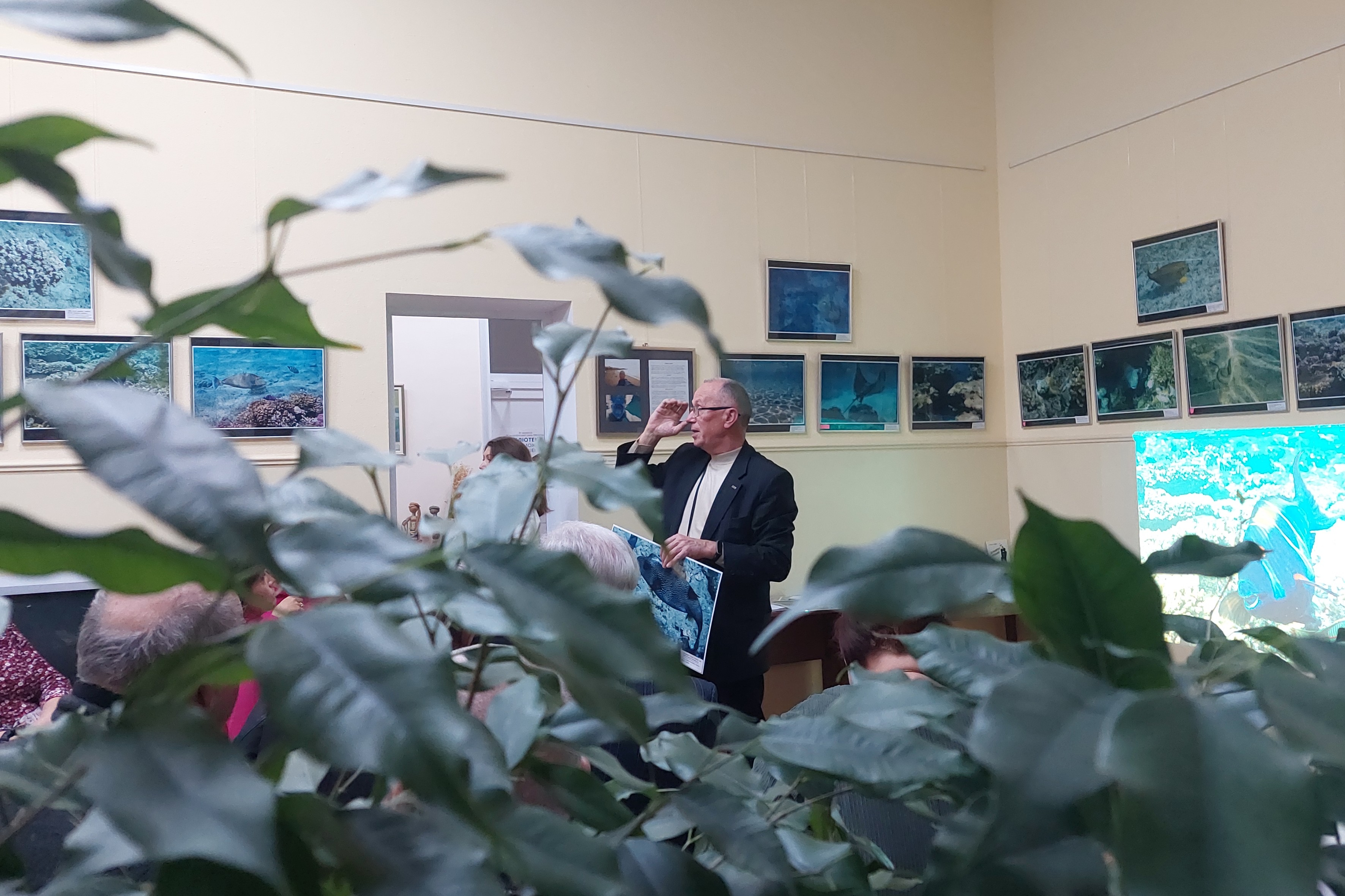
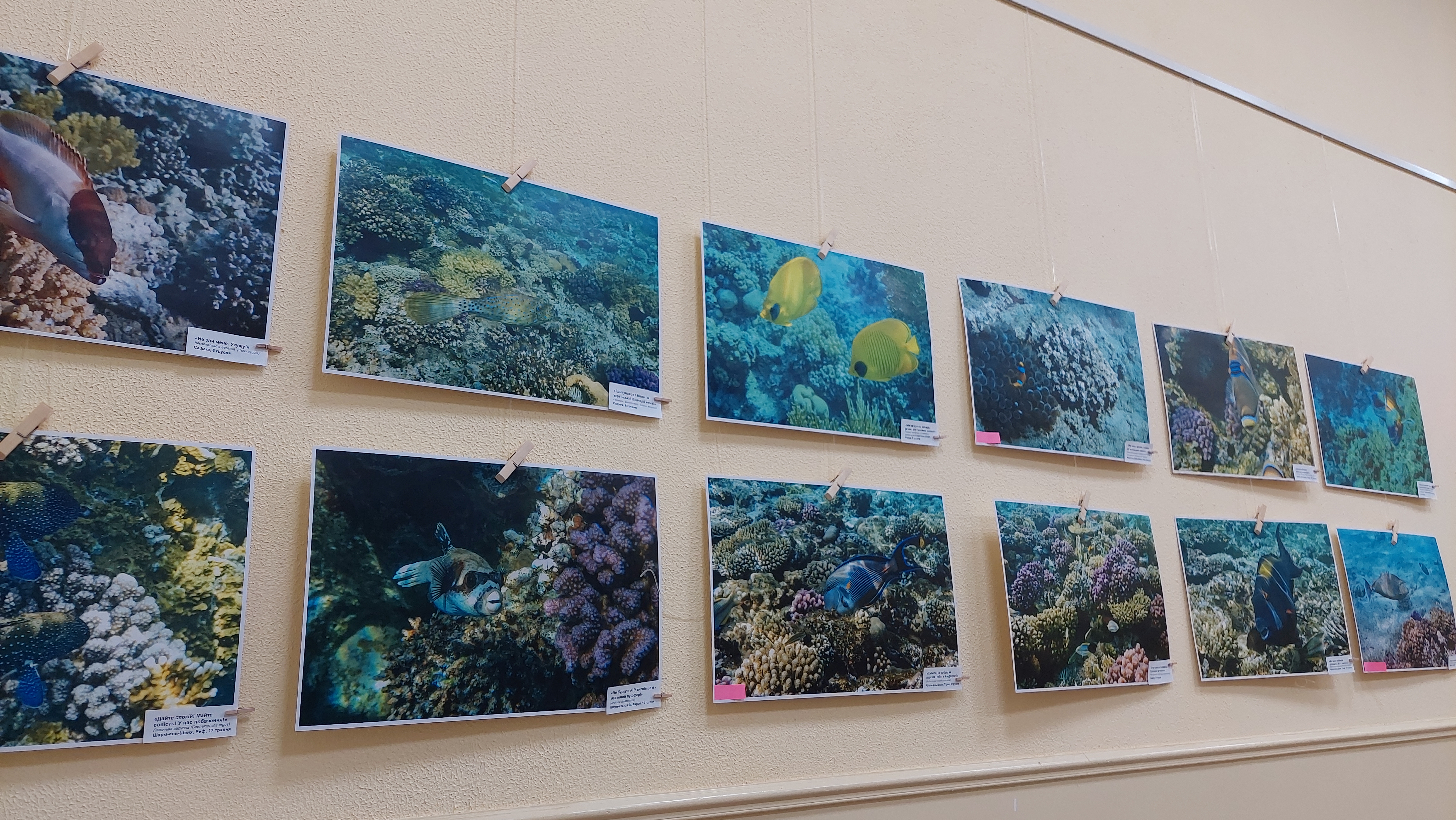
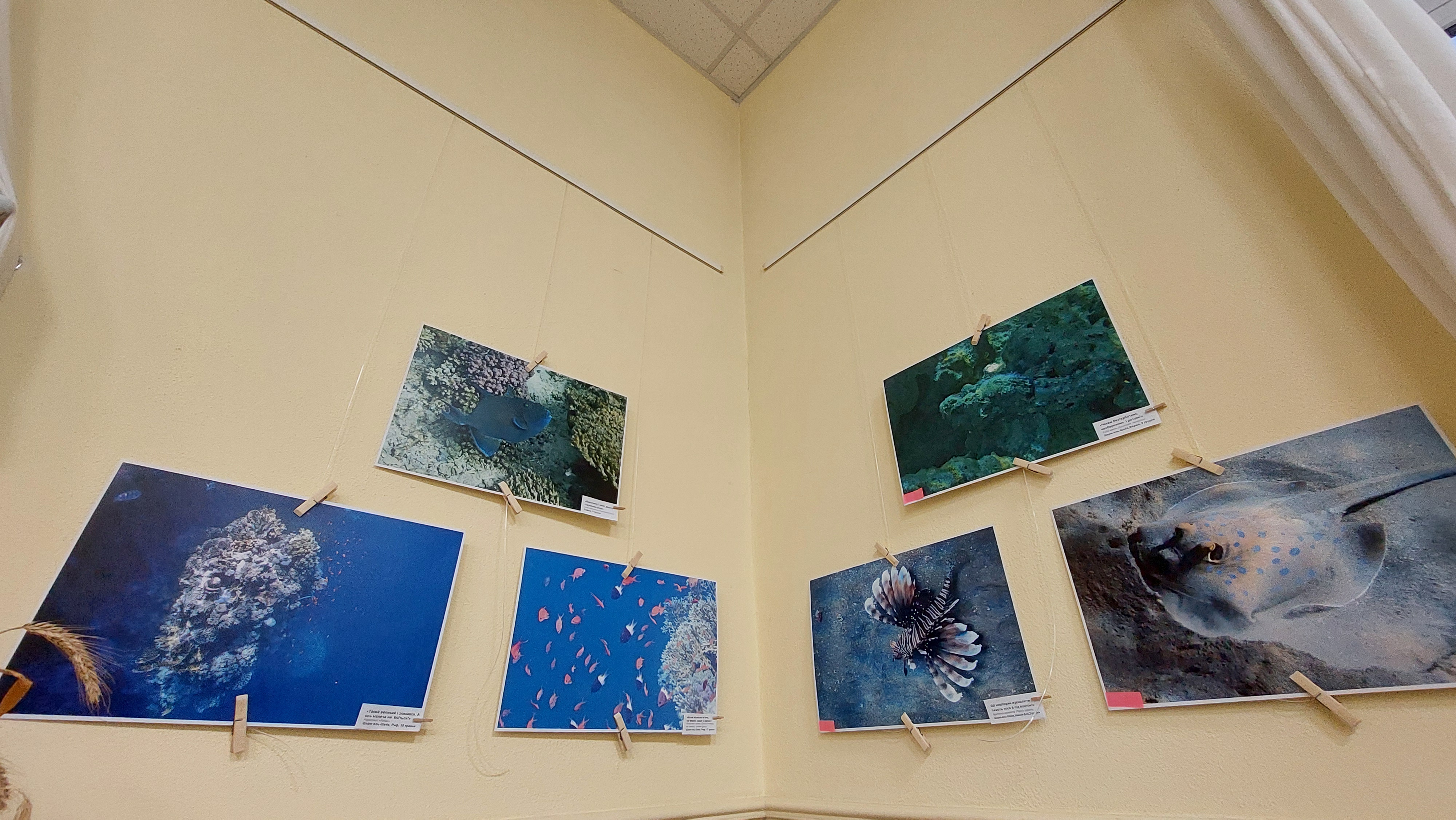
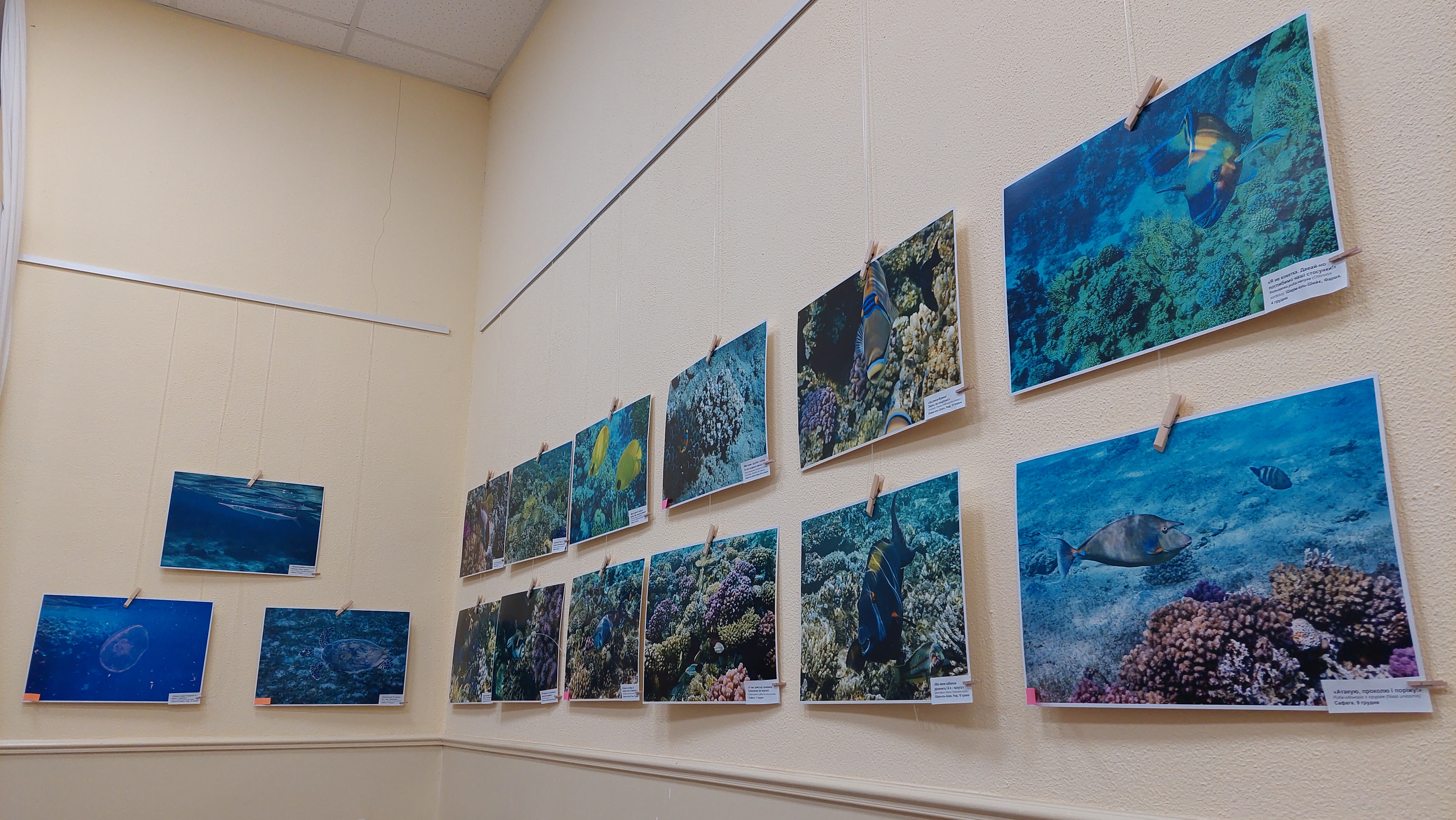

## Книги
Співавтор авантюрно-романтичної повісті «Вой шакалов» 2001 р. видання. Автор українського перекладу — «Виття шакалів» (2004 р.).
- 2003 р. — книга «Регіональний портрет України» (за співавторства В. Савенка)
- 2004 р. — книга «Колыбель политика или Паранойя избирательных кампаний».[1]
- 2006 р. — збірка оповідань та новел «Божевільні файли»
- 2009 р. — збірка поезії «Заповіді любові»[5]
- 2024 р. — збірник нарисів «Перша шеренга» (упорядники та автори Владислав Савенок, Василь Чепурний) про діяльність вихідців із Чернігівщини, які готували підґрунтя проголошення незалежності України. Книга була створена на основі їх громадської і журналістської діяльності у 1987-1991 рр. Презентація книги відбулася в Чернігівській ОУНБ імені Софії та Олександра Русових у вересні 2024 року.

## Нагороди
- 2013 р. — Лауреат Літературно-мистецької премії імені Леоніда Глібова.
- 2002 р. — Лауреат конкурсу обласного фестивалю журналістів. «Золотий передзвін Придесення» — За підтримку ринкових реформ.
- 2003 р. — Лауреат конкурсу обласного фестивалю журналістів «Золотий передзвін Придесення» — Свобода слова.
- 2000, 2001 рр. — Журналіст року — (за версією Чернігівського медіа клубу) за журналістську майстерність.[5]
- 2023 р. — «Хрест громадянських заслуг» [28] Національної спілки журналістів України.
- 2024 р. — медаль «За оборону Чернігова» [29] за поданням Чернігівської обласної організації Національної спілки журналістів України за активну волонтерську діяльність.